# Gayton le Wold
Gayton le Wold – wieś i civil parish w Anglii, w Lincolnshire, w dystrykcie East Lindsey. W 2001 civil parish liczyła 40 mieszkańców. Gayton le Wold jest wspomniana w Domesday Book (1086) jako Gedtune/Gettune.